# اينار أندرسون
اينار أندرسون (بالسويدية: Einar Andersson)‏ هو مغني أوبرا سويدي، ولد في 13 يوليو 1909 في فيستيروس في السويد، وتوفي في 11 يناير 1989 في محافظة كرونوبري في السويد.

## وصلات خارجية
- اينار أندرسون على موقع IMDb (الإنجليزية)
- اينار أندرسون على موقع ميوزك برينز (الإنجليزية)
- اينار أندرسون على موقع قاعدة بيانات الأفلام السويدية (السويدية)